# Војвода Степа (Нова Црња)
Војвода Степа је насеље у општини Нова Црња, у Средњобанатском округу, у Србији. Према попису из 2022. било је 1.117 становника.

## Историја
Првобитно име села је било „Леоновац“.
Највећи велепосед у Банату био је Андрије и Александра Чеконића од 35.000 катастарских јутара земљишта. На њему су формирана најбројнија колонистичка села: Војвода Степа, Банатско Карађорђево, Александрово. Првобитно име села је било „Леоновац“, по сину грофа Чекоњића на чијем је поседу основано село.
Становници су одлучили да селу дају име по свом команданту, војводи Степи Степановићу.
Војвода Степа је насељена 1923. године, колонизацијом из разних делова Краљевине Срба, Хрвата и Словенаца (Херцеговине, Црне Горе, Лике и Босне), а такође и доласком српских оптаната из Мађарске (Батања) и Румуније. Колонисти су већином били српски добровољци са Солунског фронта. Четири породице Солунских добровољаца су насељене из Величана код Требиња. Насеље носи назив Војвода Степа од 1927. године.
Укупно су се доселиле 642 породице, од којих 397 породица добровољаца, из 224 различита насеља. Груписали су се у различитим деловима села, насељавајући се по завичајној основи, јер су само уз међусобну солидарност могли опстати на њима непознатом простору.
Упркос завичајној атомизацији колонисти су се окупљали у нову заједницу на темељу истоветних интереса да изграде своја домаћинства на тлу који им је било непознато. У старој велепоседничкој згради почела је 18. новембра 1927. године да ради школа, а први учитељ био је Душан Тодоровић из Чачка. Године 1934, изграђена је најмодернија школска зграда са четири учитељска стана. Војвода Степа постаје општина 1935. године, а 1936. је изграђена општинска зграда. Дана 17. маја 1937. године освештан је камен темељац за изградњу православне цркве, што је четврта јавна зграда у селу подигнута за само три године, поред школске зграде, општинске зграде и Соколског дома. Године 1939, у новом насељу изграђен је храма, финансиран из добровољних средстава самих мештана, и помоћи црквених и управних власти. За подизање овог храма много се залагао и тадашњи епископ банатски Викентије.
Село је добило пошту децембра 1937. године.
Улични тротоари почели су с изградњом на пролеће 1938, захваљујући помоћи тадашњег министра пољопривреде, рођеног Банаћанина, Светозара Станковића.

## Положај
Војвода Степа се налази 20,5 km источно-југоисточно од Кикинде (ваздушном линијом), 45 km северно од Зрењанина и 12 km од румунске границе.

## Демографија
У насељу Војвода Степа живи 1366 пунолетних становника, а просечна старост становништва износи 41,8 година (41,1 код мушкараца и 42,5 код жена). У насељу има 623 домаћинства, а просечан број чланова по домаћинству је 2,76.
Ово насеље је великим делом насељено Србима (према попису из 2002. године), а у последња три пописа, примећен је пад у броју становника.
|  |

| Демографија | Демографија | Демографија |
| Година      | Становника  | Становника  |
| ----------- | ----------- | ----------- |
| 1948.       | 2.832       |             |
| 1953.       | 3.076       |             |
| 1961.       | 2.857       |             |
| 1971.       | 2.518       |             |
| 1981.       | 2.032       |             |
| 1991.       | 1.827       | 1.812       |
| 2002.       | 1.720       | 1.760       |

| Етнички састав према попису из 2002.‍ | Етнички састав према попису из 2002.‍ | Етнички састав према попису из 2002.‍ | Етнички састав према попису из 2002.‍ | Етнички састав према попису из 2002.‍ |
| ------------------------------------ | ------------------------------------ | ------------------------------------ | ------------------------------------ | ------------------------------------ |
|                                      |                                      |                                      |                                      |                                      |
| Срби                                 | Срби                                 |                                      | 1.584                                | 92,09%                               |
| Црногорци                            | Црногорци                            |                                      | 41                                   | 2,38%                                |
| Роми                                 | Роми                                 |                                      | 32                                   | 1,86%                                |
| Југословени                          | Југословени                          |                                      | 12                                   | 0,69%                                |
| Хрвати                               | Хрвати                               |                                      | 11                                   | 0,63%                                |
| Мађари                               | Мађари                               |                                      | 6                                    | 0,34%                                |
| Муслимани                            | Муслимани                            |                                      | 4                                    | 0,23%                                |
| Украјинци                            | Украјинци                            |                                      | 2                                    | 0,11%                                |
| Словаци                              | Словаци                              |                                      | 2                                    | 0,11%                                |
| Бошњаци                              | Бошњаци                              |                                      | 2                                    | 0,11%                                |
| Руси                                 | Руси                                 |                                      | 1                                    | 0,05%                                |
| Немци                                | Немци                                |                                      | 1                                    | 0,05%                                |
| Македонци                            | Македонци                            |                                      | 1                                    | 0,05%                                |
| Бугари                               | Бугари                               |                                      | 1                                    | 0,05%                                |
| непознато                            | непознато                            |                                      | 2                                    | 0,11%                                |

| Година пописа     | 1948. | 1953. | 1961. | 1971. | 1981. | 1991. | 2002. |
| ----------------- | ----- | ----- | ----- | ----- | ----- | ----- | ----- |
| Број домаћинстава | 600   | 688   | 705   | 722   | 707   | 662   | 623   |

| Број чланова      | 1   | 2   | 3  | 4   | 5  | 6  | 7 | 8 | 9 | 10 и више | Просек |
| ----------------- | --- | --- | -- | --- | -- | -- | - | - | - | --------- | ------ |
| Број домаћинстава | 159 | 164 | 93 | 125 | 52 | 22 | 6 | 0 | 2 | 0         | 2,76   |

| Пол    | Укупно | Неожењен/Неудата | Ожењен/Удата | Удовац/Удовица | Разведен/Разведена | Непознато |
| ------ | ------ | ---------------- | ------------ | -------------- | ------------------ | --------- |
| Мушки  | 700    | 237              | 397          | 54             | 11                 | 1         |
| Женски | 756    | 164              | 394          | 183            | 13                 | 2         |
| УКУПНО | 1.456  | 401              | 791          | 237            | 24                 | 3         |

| Пол    | Укупно                    | Пољопривреда, лов и шумарство | Рибарство                            | Вађење руде и камена | Прерађивачка индустрија       |
| ------ | ------------------------- | ----------------------------- | ------------------------------------ | -------------------- | ----------------------------- |
| Мушки  | 365                       | 188                           | 0                                    | 1                    | 82                            |
| Женски | 191                       | 76                            | 0                                    | 0                    | 27                            |
| УКУПНО | 556                       | 264                           | 0                                    | 1                    | 109                           |
| Пол    | Производња и снабдевање   | Грађевинарство                | Трговина                             | Хотели и ресторани   | Саобраћај, складиштење и везе |
| Мушки  | 5                         | 13                            | 12                                   | 5                    | 14                            |
| Женски | 2                         | 1                             | 17                                   | 6                    | 2                             |
| УКУПНО | 7                         | 14                            | 29                                   | 11                   | 16                            |
| Пол    | Финансијско посредовање   | Некретнине                    | Државна управа и одбрана             | Образовање           | Здравствени и социјални рад   |
| Мушки  | 0                         | 1                             | 24                                   | 10                   | 5                             |
| Женски | 4                         | 3                             | 11                                   | 18                   | 19                            |
| УКУПНО | 4                         | 4                             | 35                                   | 28                   | 24                            |
| Пол    | Остале услужне активности | Приватна домаћинства          | Екстериторијалне организације и тела | Непознато            | Непознато                     |
| Мушки  | 2                         | 0                             | 0                                    | 3                    | 3                             |
| Женски | 1                         | 3                             | 0                                    | 1                    | 1                             |
| УКУПНО | 3                         | 3                             | 0                                    | 4                    | 4                             |

## Галерија
- Православна црква
- Православна црква
- Споменик Палим борцима
- Обданиште